# برنارد كينسي
برنارد كينسي (بالإنجليزية: Bernard Kinsey)‏ هو شخصية أعمال أمريكي، ولد في 20 سبتمبر 1943 في ويست بالم بيتش في الولايات المتحدة.

## معرض صور

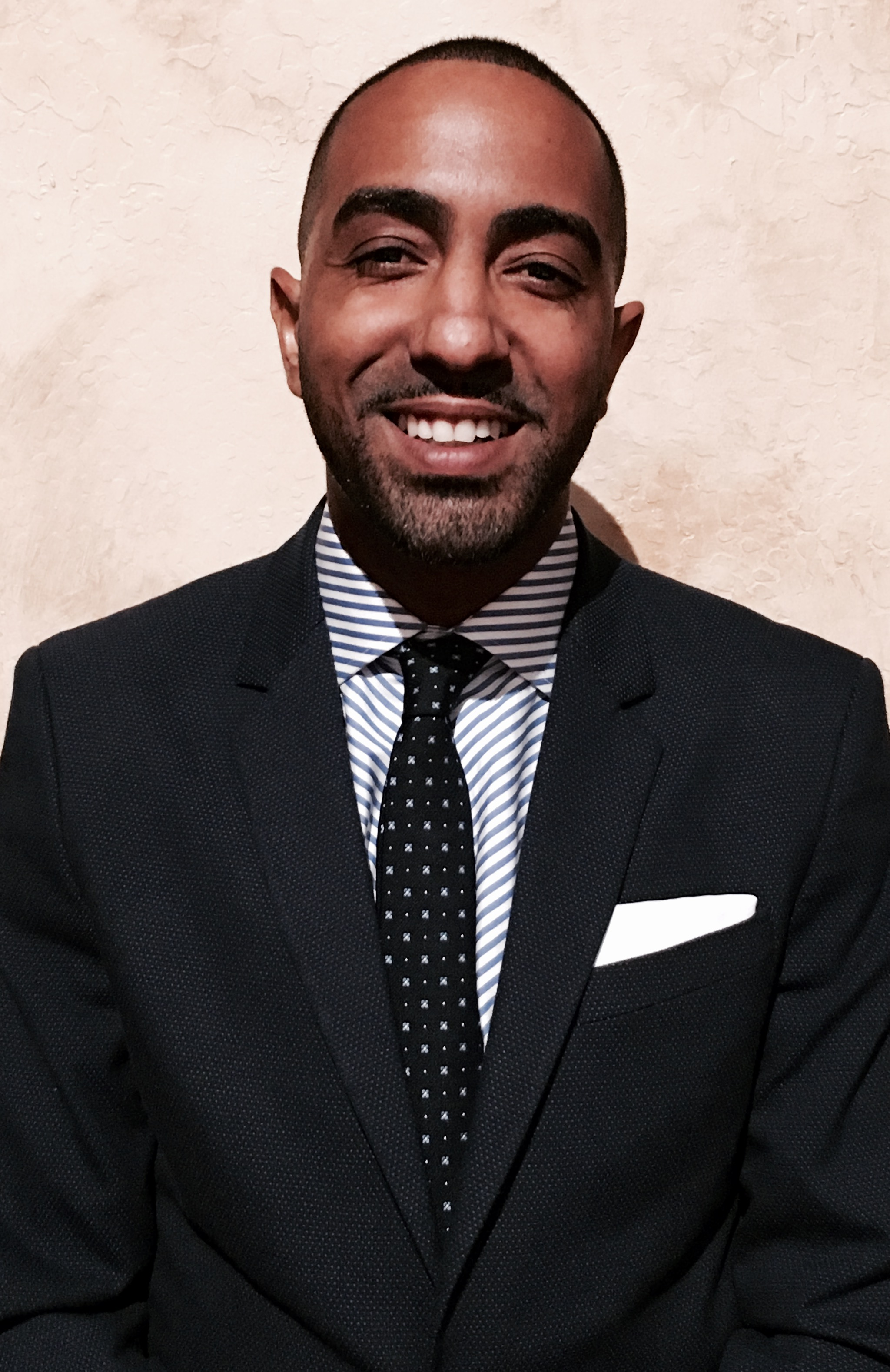
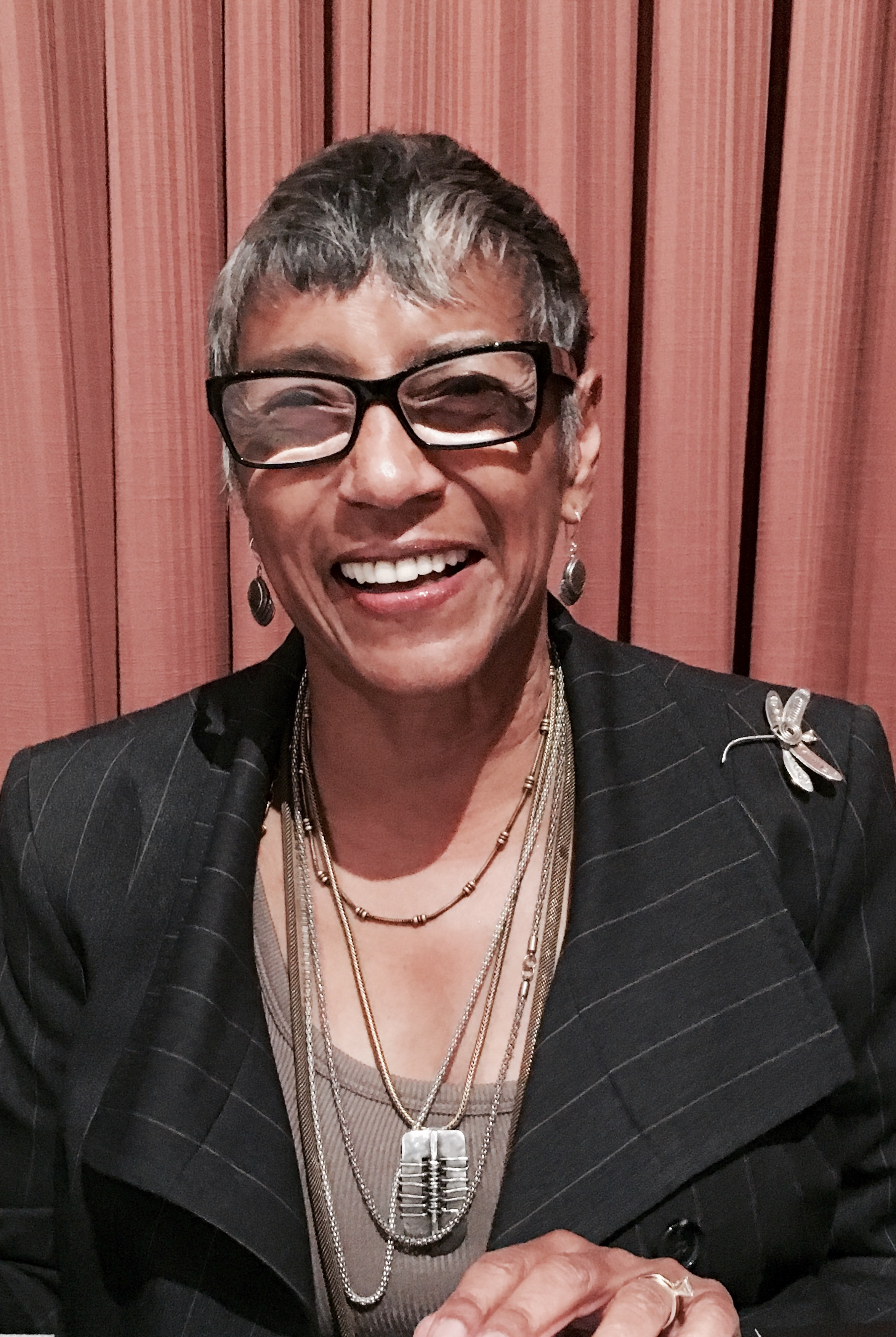
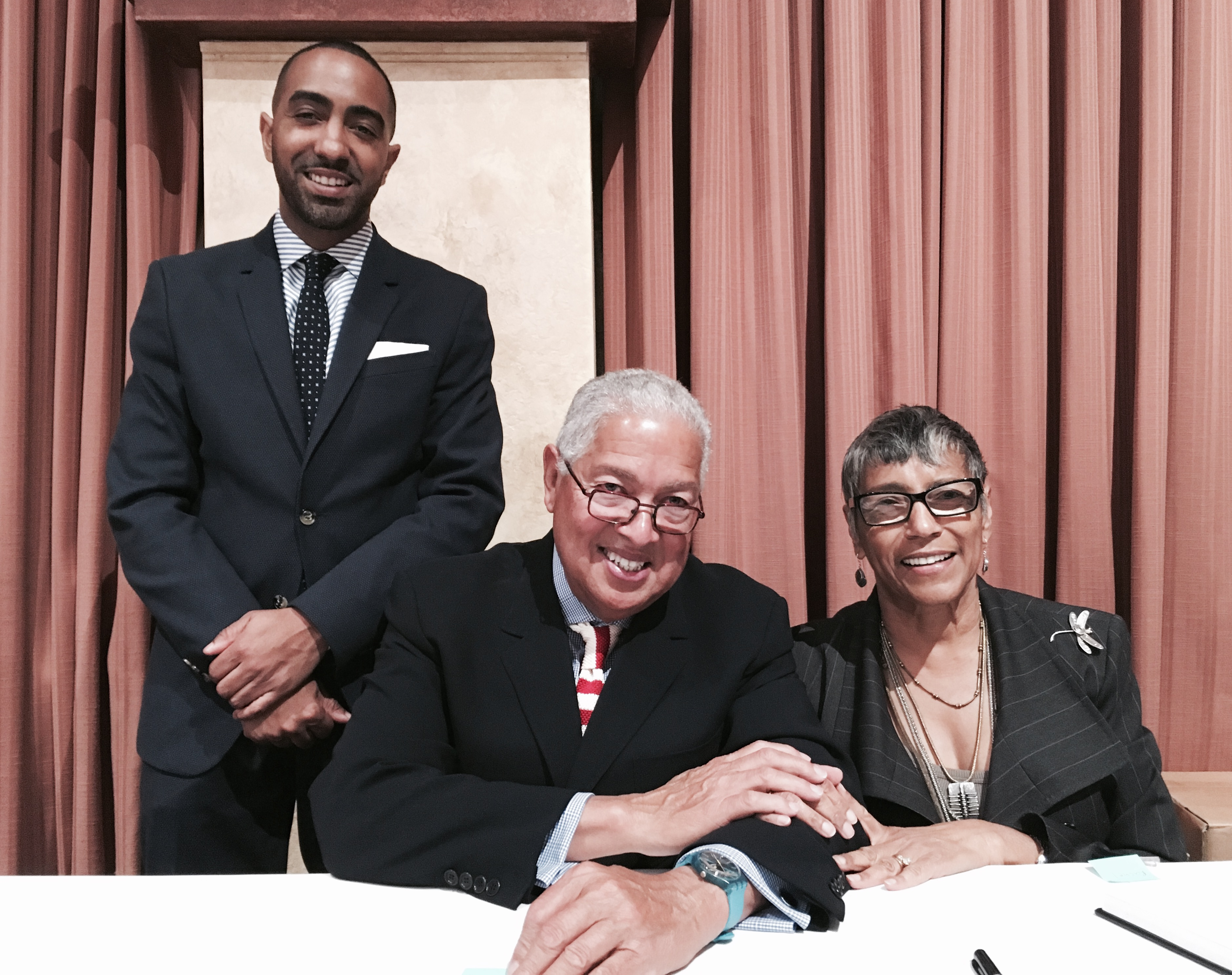